# Kathryn Jean Lopez

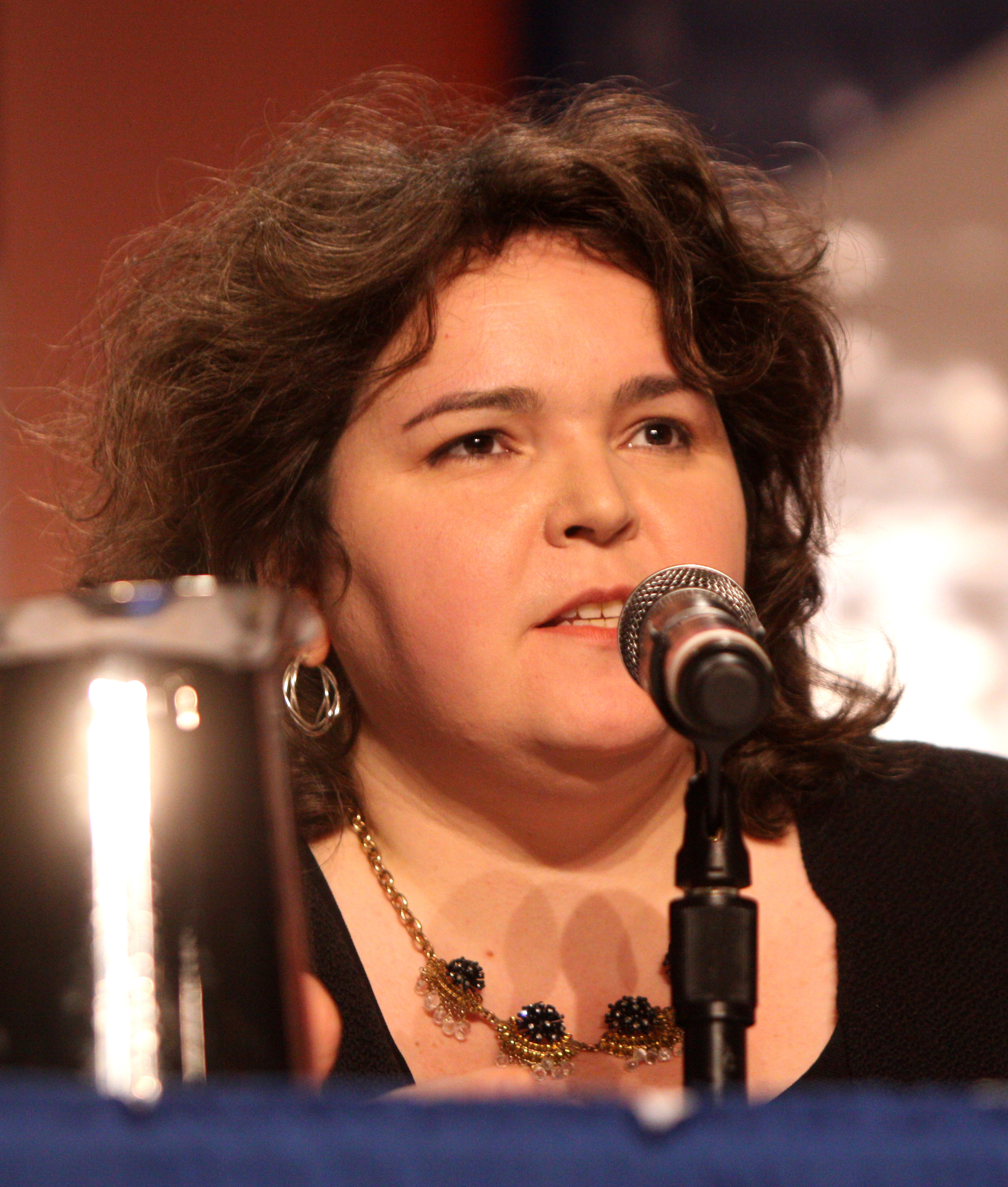
Lopez (2011)

Kathryn Jean Lopez (Manhattan, 22 de marzo de 1976) es una columnista conservadora estadounidense, que está sindicalizada a nivel nacional en su país por United Feature Syndicate/Newspaper Enterprise Association.
Es también la editora de National Review Online.
Su sobrenombre en el blog de National Review Online "The Corner", es "K-Lo", un juego de palabras basado en "J-Lo", el popular sobrenombre de Jennifer Lopez. 

## Biografía
Lopez creció en Chelsea, el sector bajo de Manhattan, y se graduó en la Universidad Católica de América en Washington D. C., donde estudió filosofía y política. Antes de unirse a National Review en Nueva York, trabajó en Heritage Foundation en Capitol Hill. Además de National Review y NRO, su trabajo ha aparecido, entre otras publicaciones, en The Wall Street Journal, The Washington Times, The Women's Quarterly, The National Catholic Register, Our Sunday Visitor, American Outlook, New York Press, y The Human Life Review. 
Escribe sobre el aborto y Justin Timberlake, preservativos, bioética, religión, feminismo, educación y política. De los escritores de NRO, parecer ser la mayor defensora de los temas que rodean a la cultura de la vida desde una perspectiva católica, y llama a adherir a las prácticas ortodoxas católicas, como la planificación familiar natural utilizada como método anticonceptivo. También apoya el liderazgo conservador en la Iglesia, y estuvo apoyando la elección del Papa Benedicto XVI.
Apoyó tenazmente la reelección del Presidente George W. Bush en la campaña presidencial de 2004. El día de la elección, en la tarde, cuando las últimas encuestas mostraban a Bush perdiendo, confió en la información interna de personas de la campaña que dudaban de los métodos de las encuestas.
Posteriormente, apoyó el prevenir que Arlen Specter reemplazara a Orrin Hatch como cabeza del Comité Judicial del Senado de Estados Unidos durante el período entre las elecciones de 2004 y el inicio del nuevo periodo del senado en enero de 2005. Después en 2005, Lopez criticó a la nominada a la Corte Suprema Harriet Miers. Ella ha tomado posición en contra de las cuotas de género, e.g., para admisiones en universidades. En 2006, apoyó la no exitosa campaña de reelección de Rick Santorum para el Senado de Estados Unidos. También fue una abierta apoyadora de la candidatura de Mitt Romney para las primarias Republicanas de 2008.
Lopez ha aparecido en CNN, C-SPAN, el Fox News Channel, MSNBC, y Oxygen y es una invitada frecuente en programas de radio y televisión, incluyendo el programa sindicalizado nacionalmente de Hugh Hewitt Vatican Radio.